# Coprinus sterquilinus
Coprinus sterquilinus es una especie de hongo en la familia Agaricaceae. Crece en heces de animales y se encuentra en Europa, Asia y América.

## Descripción

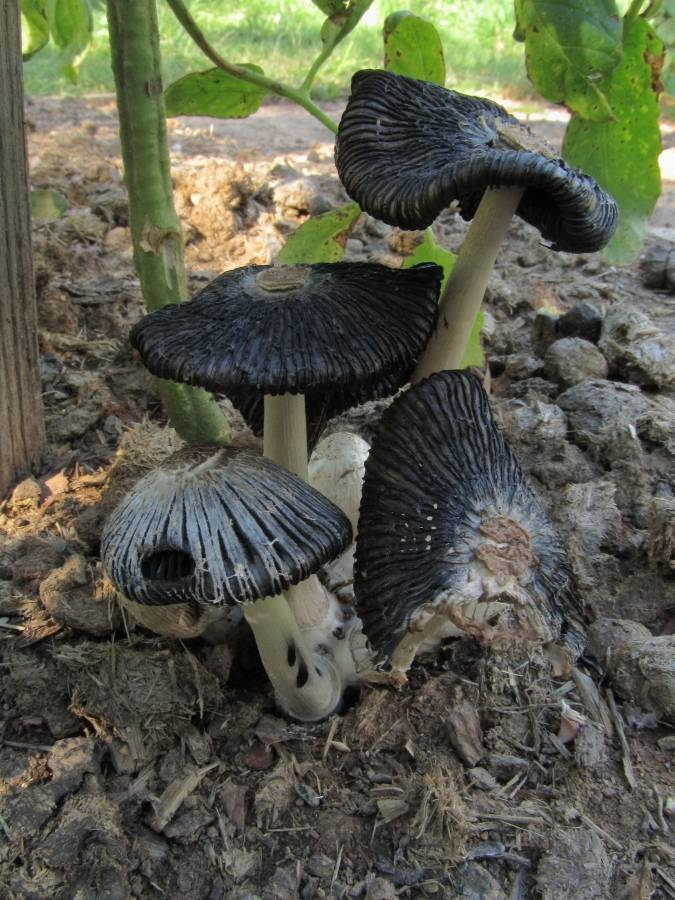
La especie se torna negra al ir madurando y al poco tiempo se auto digiere.

C. sterquilinus tiene un sombrero elipsoide u ovoide, de unos 40 a 60 mm por 20 a 30 mm cuando está cerrado, luego se vuelve cónica y luego se aplana hasta un diámetro de 60 mm. Es blanco, floculante y fibriloso cuando es joven, volviéndose más escamoso con un centro cremoso a medida que madura. Hay más de cincuenta branquias, blancas al principio, que se vuelven grises y luego negras. El estipe o tallo es delgado, midiendo de 80 a 150 mm de altura, con un anillo móvil justo encima de la base ligeramente bulbosa. Las esporas son elipsoides y muy grandes midiendo de  17–26 por 10–15  µm, y son de tono rojizo-marrón muy oscuro a negro.

## Distribución y hábitat
La especie esta ampliamente distribuida en Europa, Asia y América, pero no es muy común. Crece en heces y en pilas de estiércol, especialmente estiércol de caballo.

## Investigación
El estipe es un cilindro hueco de paredes delgadas. Es delgado y bastante frágil, pero es fuerte a lo largo de su eje longitudinal. Esto se puede ver en la forma en que el sombrero se empuja a través del estiércol o incluso el asfalto, y los sombreros apenas se balancean, incluso en un vendaval. En un experimento, un cuerpo fructuoso pudo resistir un peso de 240 gr, dando una presión ascendente del estipe de dos tercios de una atmósfera. Esta presión es generada por la presión de turgencia de las células que forman las paredes delgadas del estipe.